# Jhabua
Jhabua (en hindi: झाबुआ ) es una localidad de la India, centro administrativo del distrito de Jhabua en el estado de Madhya Pradesh.

## Geografía
Se encuentra a una altitud de 327 m s. n. m. a 348 km de la capital estatal, Bhopal, en la zona horaria UTC +5:30.

## Demografía
Según estimación 2010 contaba con una población de 38 889 habitantes.